# Лейодер Коллара

Лейоде́р Колла́ра (лат. Leioderus kollari L. Redtenbacher, 1849 = Callidium bodemeyeri Reitter, 1903) — вид жуків із родини вусачів.

## Поширення
L. kollari — пан'європейський вид європейського зооґеографічного комплексу. Ареал охоплює всю Європу аж до Уралу, Малу Азію та Близький Схід. В регіоні Українських Карпат вид поширений переважно в передгір’ях Закарпатської області, де він зустрічається в листяних лісах, хоча можливий і на Передкарпатті й Поділлі. 

## Екологія
Імаґо трапляються в першій половині дня на квітах глоду (Crategus) та ін. жуки активні вночі, часто прилітають на світло. Вдень сидять на гілках клена, дуба, в'яза, горіха та ін. Літ триває з травня по червень. Личинка розвивається в гілках листяних дерев, проте надає перевагу клену польовому (Acer campestre L.).

## Морфологія

### Імаго
Третій членик вусиків довгий. Передньоспинка з мозолями і заглибинами на диску. Передньогрудний відросток розділяє передні тазики. Задні лапки широкі, їх 3-й членик має волосяну підошву. Верхня сторона тіла дрібно поштрихована. Надкрила з поздовжніми заглибинами від їх основ до середини. Загальне забарвлення тіла буро-руде, очі — чорного кольору. Довжина тіла коливається в межах 9—14 мм.

## Життєвий цикл
Розвиток триває від 1 до 2 років.